# Franklin (Michigan)
Franklin – wieś w USA, w stanie Michigan, na Półwyspie Dolnym. w hrabstwie Oakland. Według danych z 2000 roku miasto miało 2944 mieszkańców.